# Hans von Obstfelder
Hans von Obstfelder (Steinbach-Hallenberg, 6 september 1886 - Wiesbaden, 20 december 1976) was een Duitse generaal tijdens de Tweede Wereldoorlog.
Hij was betrokken bij verschillende grote operaties en veldslagen als de Slag om Stalingrad, Operatie Market Garden en het Ardennenoffensief. Tijdens het Ardennenoffensief had hij de leiding over Operatie Nordwind als uitvoerend bevelhebber van het 1e leger.
Hij overleed in 1976 in Wiesbaden, op 90-jarige leeftijd.

## Militaire loopbaan
- Fahnenjunker: 17 maart 1905[2][9][1]
- Fähnrich: 1906[9]
- Leutnant: 18 augustus 1906 (met bevorderingsakte van 15 februari 1905)[2][9][1]
- Oberleutnant: 17 februari 1914[2][9][1]
- Hauptmann: 18 juni 1919[2][9] - 18 juni 1915[1]
- Major: 1 februari 1926[2][9][1]
- Oberstleutnant: 1 april 1930[2][9] (RDA 1 april 1930)[1]
- Oberst: 1 maart 1933[2][9][1]
- Generalmajor: 1 januari 1936[2][9][1]
- Generalleutnant: 1 februari 1938[2][9][1]
- General der Infanterie: 1 juni 1940[2][9][1]

## Decoraties
- Ridderkruis van het IJzeren Kruis op 27 juli 1941 als General der Infanterie en Bevelvoerend-generaal van het XXIX. Armeekorps/Opperbevelhebber West, Westfront[10][11][12][9]
- Ridderkruis van het IJzeren Kruis met Eikenloof (nr.251) op 7 juni 1943) als General der Infanterie en Bevelvoerend-generaal van het XXIX. Armeekorps/Heeresgruppe Süd, Oostfront[10][13][12][9][1]
- Ridderkruis van het IJzeren Kruis met Eikenloof en Zwaarden (nr.110) op 5 november 1944 als General der Infanterie en Bevelvoerend-generaal van het LXXXVI. Armeekorps/Heeresgruppe Süd, Oostfront[10][14][12][9][1]
- Orde van Militaire Verdienste (Beieren), 3e Klasse[9]
- Duitse Kruis in goud op 21 april 1943 als General der Infanterie en Bevelvoerend-generaal van het XXIX. Armeekorps[15][12][9]
- Gewondeninsigne 1939 in zwart op 2 januari 1943[12]
- IJzeren Kruis 1914, 1e Klasse[1] (19 juni 1915) en 2e Klasse[1] (5 september 1914)[16][12][2]
- Herhalingsgesp bij IJzeren Kruis 1939, 1e Klasse (29 september 1939) en 2e Klasse (20 september 1939)[16][12][2]
- Medaille Winterschlacht im Osten 1941/42 op 5 augustus 1942[12]-28 juli 1942[9]
- Anschlussmedaille met gesp „Prager Burg“[12]
- Ridder der Tweede Klasse in de Orde van de Witte Valk[9]
- Ridderkruis, 1e Klasse in de Saksisch-Ernestijnse Huisorde met Zwaarden[9]
- Erekruis voor Frontstrijders in de Wereldoorlog in 1934[9][2]
- Dienstonderscheiding van Leger en Marine (Duitsland) voor (25 dienstjaren)[2] op 2 oktober 1936[9]
- Hanseatenkruis van Hamburg[9][2]

## Externe link

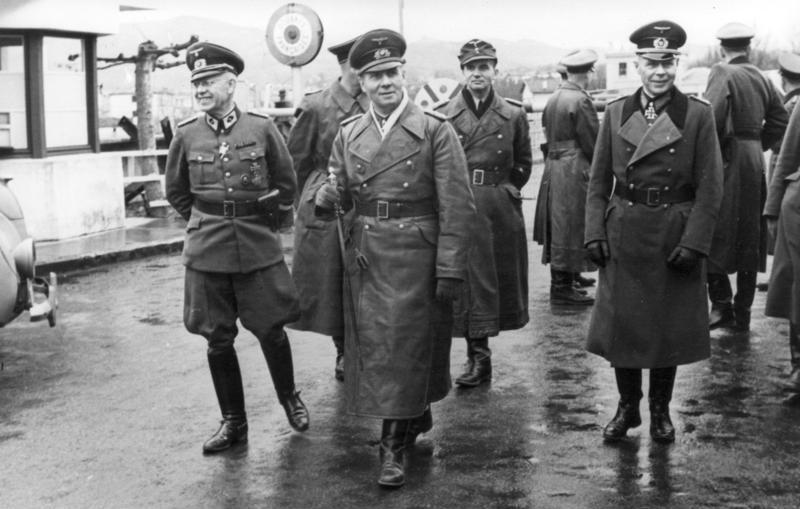
Hans von Obstfelder, tweede van rechts, met op midden op de voorgrond, Erwin Rommel.
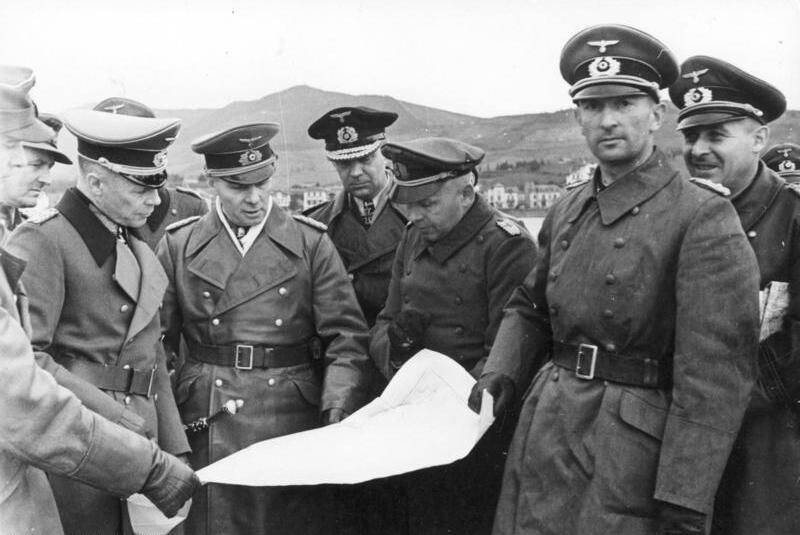
Obstfelder met Erwin Rommel, 9 februari 1944.